# حطإبة (القفر)

تعديل مصدري - تعديل

حطابة محلة تابعة لقرية عوبل، التابعة لعزلة بني سيف العالي بمديرية القفر إحدى مديريات محافظة إب في الجمهورية اليمنية، بلغ تعداد سكانها 78 حسب تعداد اليمن لعام 2004.